# حمزة عبدي بري
حمزة عبدي بري (1972-)، سياسي صومالي يشغل منصب رئيس وزراء الحكومة الفيدرالية منذ 25 يونيو 2022. رشحه الرئيس حسن شيخ محمود لمنصب رئيس وزراء الحكومة الفيدرالية الصومالية في 15 يونيو 2022 وصادق عليه البرلمان في 25 يونيو 2022.